# Обсервация (навигация)

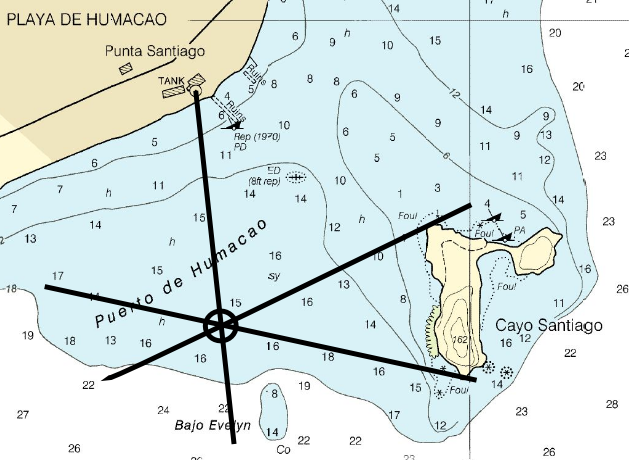
Обсервация по трем пеленгам

Обсерва́ция (от лат. observatio — «наблюдение») в навигации — совокупность практических действий по определению места корабля (судна, летательного аппарата, транспортного средства) по наблюдениям внешних ориентиров (источников) с известными координатами (береговым ориентирам, радионавигационным системам, небесным светилам и т. п.).
Место определяется преобразованием полученных при обсервации отсчётов в относительные координаты и пересчётом их через координаты ориентиров в абсолютные (географические) координаты.
Как правило, обсервация решает двумерную задачу, то есть место определяется на плоскости. В этом случае участок поверхности, например Земли, принимается за плоскость. Тогда для получения координат достаточно двух отсчётов. Но поскольку их точность не абсолютна, для проверки желательны дополнительные отсчёты. Полученное по трём и более отсчётам место редко представляет собой точку. Чаще всего это область неопределённости. Для уточнения места внутри неё используют специальные методы разрешения неопределённости, обычно графические. Существует аналитический метод нахождения координат на сфере, не требующий построений на карте.
Полученное в результате обсервации (обсервованное) место изображается на карте точкой, заключённой в кружок (визуальный метод).
Обсервованное место, полученное астрономическим методом, изображается на карте точкой, заключённой в два круга разного диаметра.